# Братц

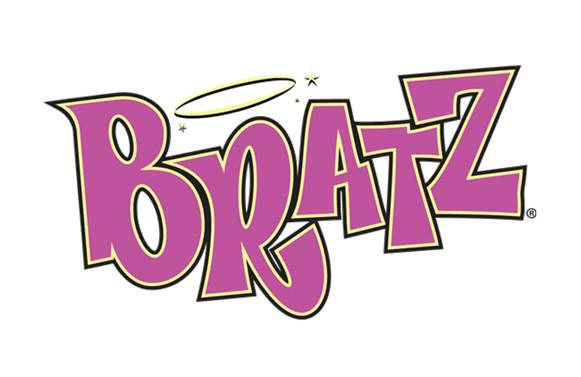
Логотип Братц 2001 року

Братц (англ. Bratz) — американська модна лялька та медіафраншиза, створена колишнім співробітником Mattel Картером Браянтом для MGA Entertainment, яка дебютувала у 2001 році.
Імена ляльок:   
- Хлоя — біляве волосся та блакитні очі;
- Жасмін — каштанове волосся та карі очі;
- Саша — темно-каштанове волосся та карі очі;
- Джейд — чорне волосся та зелені очі.

Чотири оригінальні 10-дюймові (25 см) ляльки були випущені 21 травня 2001 року — Жасмін, Хлоя, Джейд і Саша. У них були мигдалеподібні очі, прикрашені тінями, та пишні великі блискучі губи. Хоч ляльки Братц показали погані результати під час свого дебюту, головним чином через тривалу монополію Барбі, яка була основним продуктом Mattel, їхня популярність зросла після Різдва. За перші п'ять років було продано 125 мільйонів ляльок. Глобальні продажі всієї франшизи склали 2 мільярди доларів у 2005 році, а наступного року бренд мав близько 40 відсотків ринку модних ляльок.
У вересні 2018 року нову лінію ляльок під назвою «Bratz Collector» розробив модний ілюстратор Гейден Вільямс. Вона була випущена ексклюзивно на Amazon. Бренд дуже схожий на оригінальну лінію ляльок 2001 року. У червні 2021 року, до свого 20-річчя, Братц випустила майже копії дебютних ляльок 2001 року.